# Junín megye (San Luis)
Junín egy megye Argentína középső részén, San Luis tartományban. Székhelye Santa Rosa del Conlara.

## Népesség
A megye népessége a közelmúltban a következőképpen változott:
| Év   | Lakosság |
| ---- | -------- |
| 2001 | 19 652   |
| 2010 | 28 933   |